# Ramsey Clark

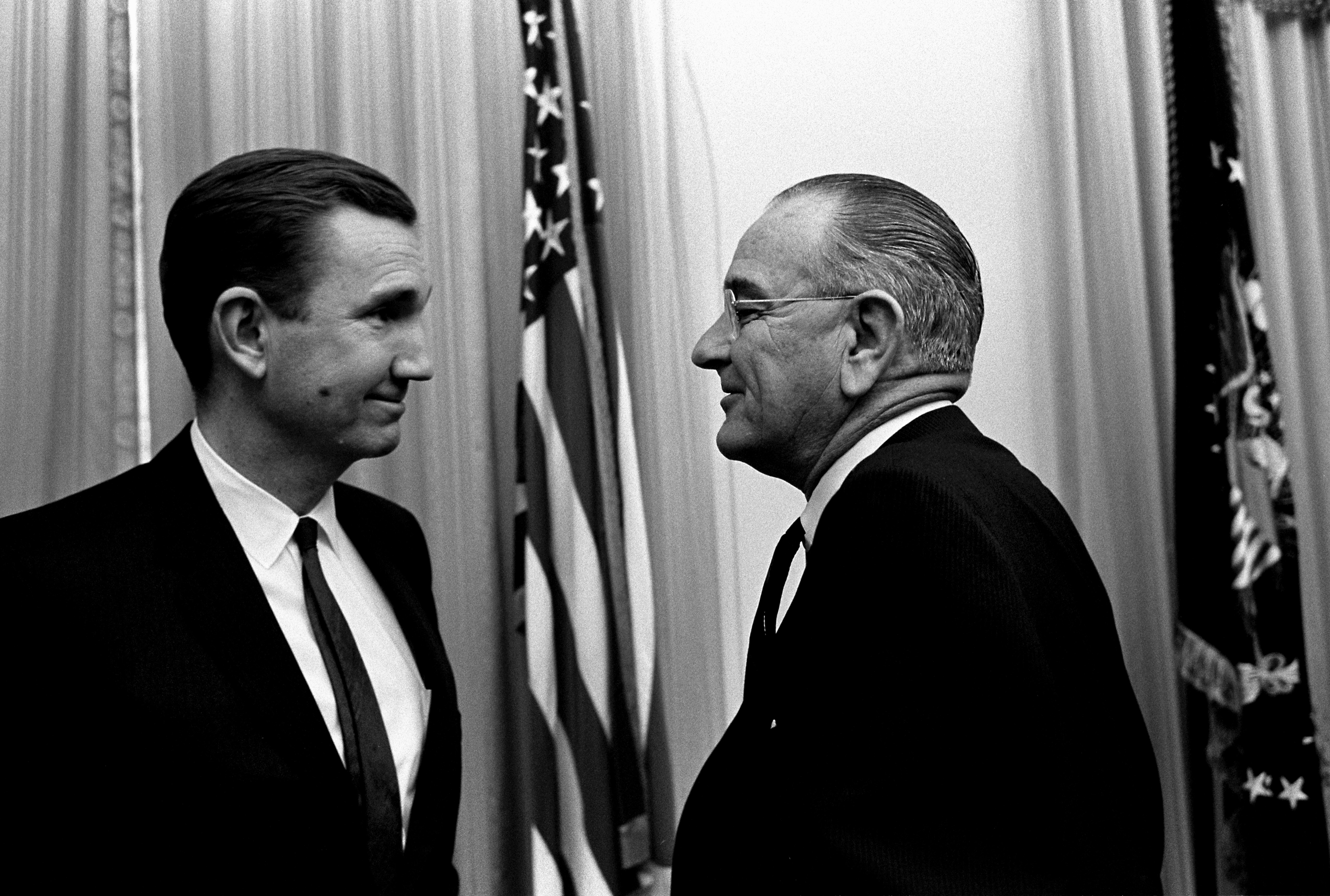
Ramsey Clark a prezident Lyndon B. Johnson

William Ramsey Clark (18. prosince 1927 Dallas, Texas, USA – 9. dubna 2021 New York, USA) byl americký advokát a aktivista mírového hnutí. Od roku 1961 pracoval na ministerstvu spravedlnosti. V letech 1965–1967 (za prezidenta Lyndona B. Johnsona) jako zástupce ministra a 1967–1969 v pozici ministra spravedlnosti. Jako advokát se podílel na obhajobě např. Davida Koreshe, Lyndona LaRouche, Slobodana Miloševiće, Radovana Karadžiće a Saddáma Husajna.

## Život a kariéra
Narodil se v Dallasu v americkém státě Texas do právnické rodiny rodičům Mary Jane Ramseyové, dceři vlivného texaského soudce, a Tomu C. Clarkovi, soudci Nejvyššího soudu.
Vojenskou službu si odbyl v letech 1945–1946 u amerického námořnictva (U.S. Marine Corps).
Vzdělání získal na texaské univerzitě v Austinu (B.A., 1949) a Chicagu (M.A, J.D, 1950). Od roku 1951 až do vstupu do ministerstva spravedlnosti byl společníkem firmy Clark, Reed and Clark. Mezitím, v roce 1956 začal praktikovat u Nejvyššího soudu.
Ministrem spravedlnosti se stal 10. dubna 1967 a tuto funkci vykonával do konce prezidentského období Lyndona Johnsona – 20. ledna 1969.
Po kariéře na ministerstvu spravedlnosti se stal profesorem práva. Mezi lety 1974 a 1976 kandidoval za demokraty jako senátor státu New York, ale byl poražen.

## Mírový aktivismus
Na začátku 70. let začal inklinovat k odpůrcům války ve Vietnamu. V roce 1972 navštívil jeho severní teritorium a protestoval proti bombardování Hanoje.
V roce 1991 veřejně obvinil prezidenta George H. W. Bushe, J. Danfortha Quaylea, Jamese Bakera, Richarda "Dicka" Cheneyho, Williama Webstera, Colina Powella, Normana Schwarzkopfa a „ostatní, kteří by měli být jmenováni“ ze „zločinů proti míru, válečných zločinů“ a „zločinů proti lidskosti“ za vedení války v Zálivu proti Iráku a následné odsuzující (ekonomické) sankce a v roce 1996 obvinění rozšířil o genocidu a „použití zbraní hromadného ničení“. V jednom ze svých projevů naznačil, že účelem americké bombardování bylo vyřadit schopnost samozásobitelství Iráku a přivodit této zemi hluboké hospodářské problémy, které široce zasáhnou její civilní obyvatelstvo.
V roce 2002, ještě před druhou válkou v Zálivu, založil organizaci VoteToImpeach, která se snažila o impeachment prezidenta George W. Bushe a několik členů jeho administrativy a pro tento účel nasbírala přes milion podpisů.
V roce 2006 vypracoval svůj seznam „hlavních agresí“ vykonaných Spojenými státy americkými, které čítají 17 bodů a časově zapadají od konce II. světové války do současnosti.
Největším zločinem od II. světové války je zahraniční politika USA.
Ramsey Clark
Až do svých 97 let byl stále aktivní a zajímal se o současné kauzy (např. odsoudil izraelskou invazi do Palestiny z prosince 2008 a nazval ji genocidou). Za svou činnost obdržel ceny Gandhi Peace Award a Peace Abbey Courage of Conscience Award.